# 哈里伯顿
哈里伯顿公司（英語：Halliburton Company，/ˈhælɪbɜːrtən/）是美国的一家跨国公司，是世界上最大的油田服务公司之一，在超过80个国家有业务经营。它在全球拥有数百个子公司，分支机构，品牌和部门，员工约10万人。

## 历史
公司设有两个总部，一个位于德克萨斯州的休斯顿，一个位于阿联酋的迪拜。公司仍保留在美国注册。
哈里伯顿公司的主要业务领域是能源服务集团（ESG）。为石油和天然气的勘探和生产提供技术产品和服务。哈里伯顿的前子公司KBR，是炼油厂，油田，输油管道和化學工廠的主要建筑公司。
该公司曾经涉及众多的争议事件，包括深水地平线爆炸，为了此案和解支付了11亿美元赔偿。
2014年8月1日，杰夫·米勒被晋升为哈里伯顿公司总裁。
2014年11月17日哈里伯顿和贝克休斯公司联合宣布了一项最终协议，根据协议哈利伯顿公司将须遵守协议中的条件以346亿美元并购贝克休斯。

## 延伸阅读
- Briody, Dan. . John Wiley & Sons, Inc. 2004. ISBN 0-471-63860-9.